# Nona Fernández
Nona Fernández, właśc. Patricia Paola Fernández Silanes (ur. 23 czerwca 1971 w Santiago) – chilijska pisarka i dramaturg.

## Życiorys
Urodziła się 23 1971 roku w Santiago, wychowywała się w czasach dyktatury Pinocheta w Chile. Uczęszczała do Colegio Santa Cruz, po czym studiowała na wydziale teatralnym Universidad Católica. W 1995 roku uczestniczyła w warsztatach prowadzonych przez Antonio Skármetę.
W swojej twórczości zajmuje się przywracaniem pamięci historycznej lat dyktatury w Chile, pokazując ją z nowej perspektywy. Zadebiutowała w 2000 roku zbiorem opowiadań El Cielo, zaś dwa lata później ukazała się jej pierwsza powieść, Mapocho. Do jej kolejnych prac należą powieści i dwie sztuki teatralne, które zostały wystawione przez jej zespół teatralny La Pieza Oscura. Pracowała także jako scenarzystka seriali telewizyjnych, jej praca na tym polu została wyróżniona parokrotnie nagrodą Premio Altazor. Za swoje dokonania literackie dwukrotnie została wyróżniona nagrodą Premio Municipal de Literatura, a powieść Strefa mroku (2016) przyniosła jej nagrodę Premio Sor Juana Inés de la Cruz oraz znalazła się w finale National Book Award (2021).

## Twórczość
- El Cielo, 2000
- Mapocho, 2002
- Av. 10 de Julio Huamachuco, 2007
- Fuenzalida, 2012[4]
- El taller, 2012 (sztuka teatralna)
- Space Invaders, 2013, wyd. pol.: Space Invaders. Agata Ostrowska (tłum.). ArtRage, 2024. ISBN 978-83-67515-98-6. Brak numerów stron w książce
- Chilean Electric, 2015
- Liceo de niñas, 2016 (sztuka teatralna)[3]
- La Dimensión Desconocida, 2016, wyd. pol.: Strefa mroku. Agata Ostrowska (tłum.). ArtRage, 2022. ISBN 978-83-963402-3-8. Brak numerów stron w książce
- Voyager, 2019 (esej)[3]